# ユンナノセファルス
ユンナノセファルス (Yunnanocephalus) は、カンブリア紀前期に生息していた三葉虫の属の一つ。澄江動物群の1つである。中国のほか、オーストラリア・南極大陸からも出土している。全長は1.0cmほど。